# Boránd Hermin
Boránd Hermin, Major Boránd Hermin (Arad, 1852 – Budapest, 1916. június 20.) énekesnő, színésznő. Erődi Ernő felesége.

## Életútja
Színpadra lépett 1869-ben, Debrecenben, ahol 1875-ig játszott. 1876-ban Mándoky Béla társulatában, 1877-ben Sztupa Andor együttesében szerepelt. 1880-ban Kolozsvárott működött, 1886-ban a Népszínház tagja, majd 1905. október 1-én lelépett a színipályáról és a székesfőváros tanügyi osztályánál nyert alkalmazást. Mint polgári iskolai igazgatónő hunyt el házasságának 36. évében. A Kerepesi úti temetőben helyezték nyugalomra 1916. június 22-én délután.

## Fontosabb szerepe
- Bátki Tercsi (Tóth E.: A falu rossza).